# Стиранка Петро Михайлович
Стиранка Петро Михайлович (Мак, Максим; 1924, Воля Петрова, Сяніцького повіту, Львівського воєводства, тепер — Підкарпатське воєводство, Польща) — лицар Золотого хреста бойової заслуги УПА 2 класу

## Життєпис
У підпіллі ОУН з 1945 р. Кулеметник другої чоти сотні «Хріна» куреня «Рена» на Закерзонні. У 1947 р. перейшов на Україну. У вересні 1949 р. у складі кур'єрської групи Степана Стебельського — «Хріна» вирушив на Захід і в листопаді того ж року прибув в американську зону окупації Німеччини. Навчався в американській розвідувальній школі в Західній Німеччині (1950-05.1951). 20.05.1951 р. у складі кур'єрської групи ЗП УГВР під керівництвом Василя Охримовича — «Грузина» десантувався в Україні в районі гори Шибела у Сколівському р-ні на Львівщині, доставивши організаційну пошту і радіоапаратуру до осередку П. Федуна — «Полтави». Радист Проводу ОУН в Україні (06.-11.1951).
Захоплений спецагентами МГБ 2.01.1952 р. у с. Церківна Болехівського р-ну Станіславської обл. Пішов на співпрацю з ворогом. Подальша доля невідома. Старший вістун УПА; відзначений Золотим хрестом бойової заслуги УПА 2 класу (20.07.1950).